# Uroxys rugatus
Uroxys rugatus là một loài bọ cánh cứng trong họ Bọ hung (Scarabaeidae).